# Грингольд, Цви
Цви Грингольд (род. 1952) — израильский офицер, награждённый высшей воинской наградой Израиля — медалью «За героизм» («Итур ха-гвура»).
Полковник израильских танковых войск в отставке. В 1973 году — лейтенант танковых войск и курсант школы командиров рот (на момент начала Войны Судного дня), уничтоживший от 20 до 60 танков противника. Известен как командир «отряда Цвики» (так он называл себя по рации, чтобы обмануть сирийцев в случае радиоперехвата).

## События войны Судного дня
Цви Грингольд родился и вырос в галилейском кибуце «Лохамей ха-геттаот», основанном беженцами из Польши и Литвы в 1940-х годах.
После объявления всеобщей мобилизации 6 октября 1973 года лейтенант Цви Грингольд прибыл в штаб 188-й танковой бригады. Замкомандира 188-й танковой бригады подполковник Давид Исраэли приказал ему собрать экипажи из уцелевших в первых боях танкистов и на двух наспех отремонтированных боевых машинах выйти навстречу прорвавшимся танкам противника.
В 21:00 6 октября Грингольд повел в бой группу из двух танков. В четырёх километрах от штаба бригады отряд наткнулся на группу из нескольких сирийских танков. Грингольд подбил один сирийский танк, но его танк также получил повреждения (электросистема танка вышла из строя). Грингольд отправил повреждённый танк обратно и пересел на второй танк, заняв позицию на холме. Через некоторое время им были обнаружены и уничтожены ещё три сирийских танка. Затем он отправился на поиски танков противника, которые могли находиться в его зоне ответственности.
В 23:30 Грингольд обнаружил примерно 30 сирийских танков. Поскольку на тот момент на израильских танках не устанавливались приборы ночного видения и в тёмное время суток израильтянам приходилось максимально сближаться с противником для эффективного ведения огня, Грингольд открыл огонь по сирийцам с минимальной дистанции до двадцати метров, после каждого выстрела меняя позицию. После уничтожения нескольких сирийских танков противник отступил. Видимо, сирийские танкисты предположили, что им противостоит танковое соединение, и не решились продолжать бой в ночной темноте.
В 01:00 7 октября в 188-танковую бригаду стали прибывать танки из резервных частей, и Грингольд примкнул к группе из десяти машин (командир — подполковник Узи Мор). Однако эта группа попала под огонь сирийцев и была почти полностью уничтожена, включая танк Грингольда. Из экипажа спасся он один, при этом получив ожоги лица и рук. Грингольд перешёл на другой танк и продолжил бой, уничтожив до утра ещё несколько вражеских танков.
Утром 7 октября к Грингольду прорвалась группа из шестнадцати танков подполковника Давида Исраэли. В ходе боя с расстояния 2000 метров группе удалось уничтожить большое количество сирийских танков. Танк Грингольда уничтожил 12 вражеских танков.
В 08:00 к группе Исраэли присоединился командир 188-й танковой бригады полковник Ицхак Бен-Шохам. Грингольд получил разрешение отступить в тыл для пополнения боезапаса.
Вскоре сирийцы прорвались в расположение тыловых подразделений 188-й бригады. Грингольд присоединился к контратаке и в ходе боя уничтожил ещё пять сирийских танков. Контратака прошла тяжело, в ней погибли полковник Ицхак Бен-Шохам и подполковник Давид Исраэли. В ходе боя получил психическую травму и перестал реагировать на приказы командира механик-водитель танка Грингольда.
Принявший на себя командование бригадой майор Моше Цурих приказал Грингольду отойти в тыл. Раненого и обожжённого лейтенанта отправили в больницу в Цфат, затем перевели в санаторий в Ашкелон. Но через несколько дней Грингольд самовольно покинул санаторий и вернулся на сирийский фронт, в свою бригаду, где оставался до окончания боевых действий.
Подвиг лейтенанта Цви Грингольда является одной из самых известных и ярких страниц военной истории Израиля. По разным источникам, Цви Грингольд за сутки подбил от 20 до 60 вражеских танков Т-54, Т-55, Т-62, сменив при этом 6 подбитых танков «Центурион». Сам он докладывал о 20, относя остальные на счет своих боевых товарищей. Однако его начальники считали, что его личный вклад больше. По словам самого Грингольда, только за ночь с 6-го по 7 октября танки которыми он командовал, израсходовали в общей сложности около 200 снарядов.

## Послевоенная жизнь
Через полгода Грингольд уволился из армии, но в октябре 1974 года вернулся ещё на год сверхсрочной службы. После окончания службы остался в резерве, где дослужился до полковника. В настоящее время проживает в Галилее и является основателем компании Tivall и управляющим директором химической компании Frutarom.
В августе 2008 назначен исполняющим обязанности мэра города Офаким, а затем был избран мэром. Занимал этот пост до 2013 года.